# Уманский район (Северо-Кавказский край)
Уманский район — административно-территориальная единица в составе Юго-Восточной области и Северо-Кавказского края, существовавшая в 1924—1927 годах. Центр — станица Уманская.
Уманский район был образован 19 июля 1924 года в составе Кубанского округа Юго-Восточной области. 16 октября 1924 года Юго-Восточная область была преобразована в Северо-Кавказский край.
К началу 1925 года в Уманский район входили 5 сельсоветов: Белый, Крыловский, Куликовский, Новоплатнировский и Уманский.
11 февраля 1927 года Уманский район был упразднён. При этом Крыловский с/с был передан в Каневской район, а Белый, Куликовский, Новоплатнировский и Уманский с/с — в Павловский район.